# Марин Аназарвский
Мученик Марин Аназарвский (также Тарсийский; др.-греч. Ταρσός Μαρίνος΄; рубеж III—IV веков н. э.) — христианский святой. Был родом из Малой Азии, проживал он в Аназарве Киликийском. Жизнь святого выпала на правление императора Диоклетиана.

## Бытие

### Великое гонение
Гонения на христиан, начавшиеся при императоре Диоклетиане в 303 году и продолжавшиеся при его наследниках до 313 года, были последними и самыми суровыми гонениями на христиан в Римской империи.
В 303 году тетрархи издали эдикт, отменяющий права христиан и требующий от них соблюдения традиционных римских религиозных практик. В дальнейшем были выпущены новые эдикты, направленные против священников, а также обязывавшие всех жителей империи совершать языческие жертвоприношения. Интенсивность гонений различалась в пределах империи и была более суровой в восточной части империи.
Будучи христианином и видя, как язычники приносят в жертву своим кумирам не только бессловесных животных и птиц, но даже людей, святой Марин воспламенился Божественной ревностью и, в то время, когда совершался праздник в честь бездушных идолов, отправился на место, где приносили жертвы. Придя туда, старец разрушил жертвенники, а бывшие на них жертвы потоптал ногами. При этом он обличил нечестивых жрецов и исповедал себя христианином.

### Мучения
За это язычники, схватив его, избили сперва палками, а потом стали бить камнями по рту, причём выбили ему зубы, и волочили за волосы по земле. После всего этого святой мученик был связан и приведен к правителю Тарсийской области. Правитель потребовал отречься от веры во Христа, на что Марин ответил отказом.
После этого он был подвергнут истязаниям. В начале избили кнутами, а затем заковали в цепи и заключили в темницу. С восходом солнца палачи привязали мученика к дыбе и вновь подвергли побоям, а затем, через усекновение мечом, святой Марин удостоился мученического венца.

### Мощи
Мощи святого были впоследствии перенесены двумя благочестивыми христианами в город Аназарв.